# Vaccaro Splendente
Il Vaccaro splendente (Molothrus bonariensis) è un uccello passeriforme del Nuovo Mondo della famiglia degli Itteridi. Si riproduce nella maggior parte del Sud America ad eccezione delle fitte foreste e aree di alta quota come le montagne. Dal 1900 la distribuzione dei Vaccari spendenti si è spostata verso nord, ed è stata registrata nelle isole dei Caraibi e negli Stati Uniti, dove si riproduce nel sud della Florida. È un uccello associato ad habitat aperti, incluse le terre deturpata dall'agricoltura e dalla deforestazione.
Gli adulti sono sessualmente dimorfici. I maschi sono tutti neri con un'iridescenza viola-blu. La femmina è più piccola, con piumaggio bruno opaco che a volte è più chiaro sulle parti inferiori. Le femmine della specie possono essere distinte dalla femmina Vaccaro testa bruna per i loro becchi più lunghi e sottili e le teste più piatte. La dieta del Vaccaro splendente è costituita principalmente da insetti e semi ed è stato registrato il foraggiamento di cereali direttamente dalle mangiatoie dei bovini. Come la maggior parte degli altri Vaccari, è un parassita della covata, che depone le uova nei nidi di molte altre specie di uccelli come il Passero dal collare rossiccio o il Fornaio rossiccio. Diverse specie ospiti mostrano differenti risposte quando i loro nidi vengono parassitati, con comportamenti che vanno dall'accettare e prendersi cura delle uova di Vaccaro, al loro rigetto con espulsione dal nido. Poiché il Vaccaro è un efficace parassita della covata, può essere considerato la controparte sudamericana del Vaccaro testa bruna.

## Tassonomia
Il Vaccaro splendente è un passeriforme della famiglia Icteridi, che include i merli. La specie fu descritta per la prima volta nel 1789 da Johann Friedrich Gmelin. Ha sette sottospecie descritte a causa della variazione geografica:
- Molothrus bonariensis bonariensis (Gmelin, 1789) – Brasile orientale e meridionale, Bolivia orientale, Paraguay, Uruguay, Argentina e introdotto in Cile.
- Molothrus bonariensis cabanisii (Cassin, 1866) – Panama orientale, Colombia occidentale, Ande orientali e Colombia sudorientale.
- Molothrus bonariensis aequatorialis (Chapman, 1915) - Colombia sud-occidentale, Ecuador occidentale, Guayaquil e isola di Puná.
- Molothrus bonariensis occidentalis (Berlepsch e Stolzmann, 1892) - Estremo sud-ovest dell'Ecuador, Perù occidentale e Cile settentrionale .
- Molothrus bonariensis venezuelensis (Stone, 1891) - Colombia orientale e Venezuela settentrionale.
- Molothrus bonariensis minimus (Dalmas, 1900) – Piccole Antille, Tobago, Trinidad, Guianas, estremo nord del Brasile, Indie occidentali, Carriacou, Porto Rico, Hispaniola (Repubblica Dominicana e Haiti), Cuba e Florida.
- Molothrus bonariensis riparius (Griscom e Greenway, 1937) - Bassa Valle Amazzonica e Perù orientale.

## Descrizione
L'aspetto fisico del Vaccaro splendente adulto dipende dalla sottospecie. Le dimensioni variano da un peso di 31/40 grammi e 18 cm di lunghezza (M. b. Minimus) a 55/65 grammi di peso per 22 cm di lunghezza (M. b. Cabanisii). Il Piumaggio adulto di base per M. b. bonariensis è nero con irridescenza viola-blu per i maschi e grigio-marrone polveroso per le femmine.  I maschi di M. b. cabanisii hanno piumaggio simile a M. b. bonariensis, mentre le femmine hanno una colorazione più chiara. I maschi di M. b. aequatoriali hanno iridescenza viola e le femmine sono di colore scuro. I maschi di M. b. occidentalis hanno una ricca iridescenza viola e le femmine sono distinte rispetto alle altre sottospecie in quanto hanno una parte superiore del corpo pallida e parti inferiori molto pallide e striate. I maschi di M. b. venezuelensis hanno un aspetto simile alle femmine di M. b. occidentalise con un colore scuro. I maschi di M. b.minimus hanno un aspetto simile a M. b. bonariensis mentre le femmine hanno una testa più scura del M. b. bonariensis e hanno scapolari e interscapolari striati. I maschi di M. b. riparius sono simili a M. b. bonariensis e le femmine hanno il corpo superiore più scuro e le parti inferiori più chiare del M. b. bonariensis.

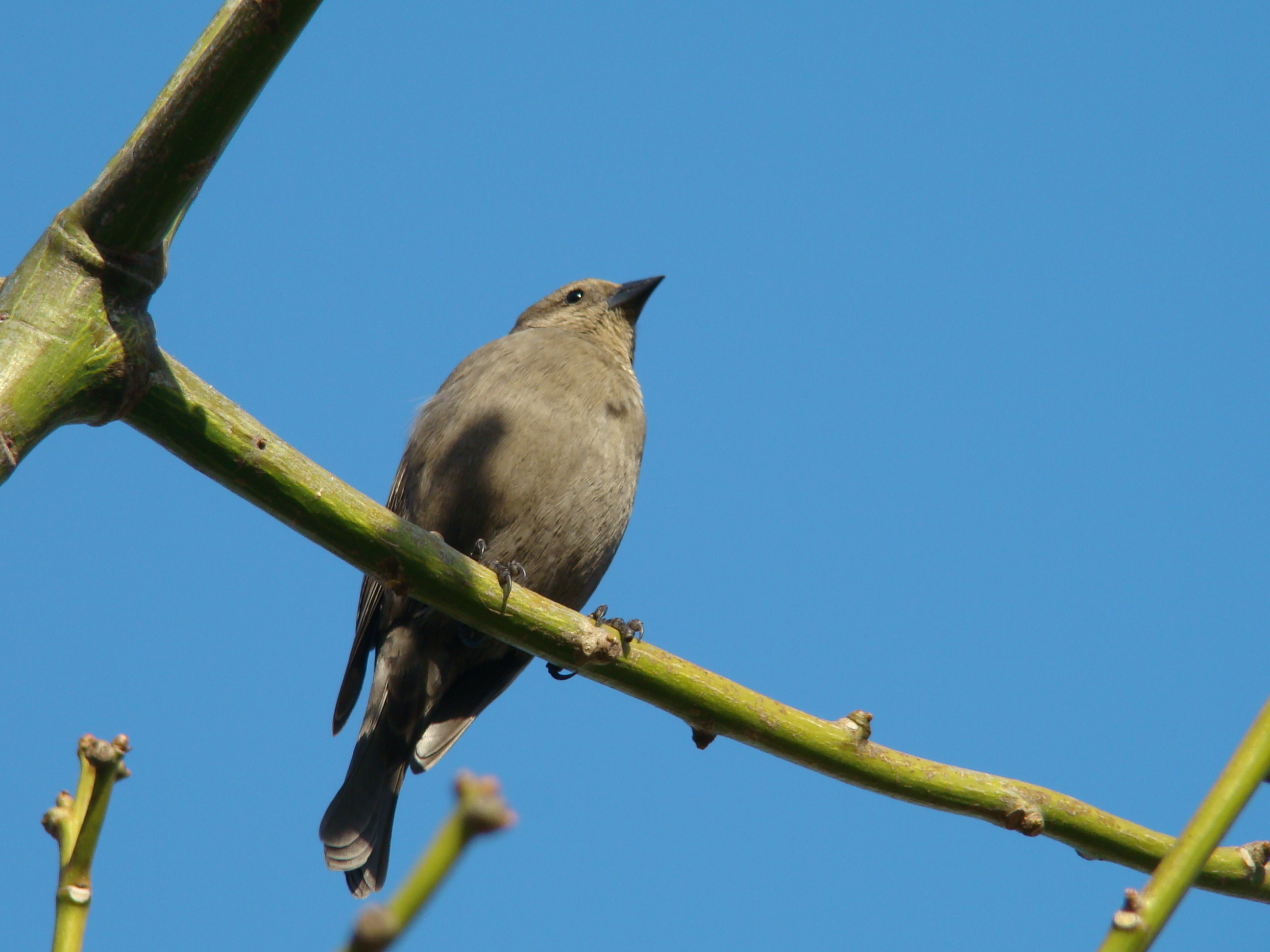
Femmina di Vaccaro splendente

Al momento della schiusa, i Vaccari sono altruistici e sono confinati nei loro nidi. I piccoli sono coperti da un piumaggio grigio. I maschi giovani sono scuri sulla parte superiore del corpo, con parti inferiori opache, striate di marrone scuro o nero e un addome color cuoio. Le femmine sono di colore marrone scuro sulla parte superiore, con parti inferiori marrone chiaro, marrone o grigio che possono o non possono essere striate di marrone. Le uova sono di forma ovale e possono esistere sia come metamorfosi maculata, sia come metamorfosi "immacolata" senza macchie. Di solito sono di colore bianco, anche se a volte assumono una tonalità blu chiaro o grigio chiaro.

## Distribuzione e habitat
Lo Vaccaro splendente resiede tutto l'anno in gran parte del Sud America, dove vive in aree aperte come foreste aperte e terreni coltivati. Nell'ultimo secolo, l’estensione della specie si è spostata verso nord e gli uccelli sono stati registrati nelle Indie occidentali e nel sud della Florida.  Questo spostamento di areale è dovuto alla maggiore conversione umana delle foreste in terreni coltivati e aree agricole aperte, gli habitat preferiti dal Vaccaro. Questo spostamento di areale in nuove regioni consente al Vaccaro di sfruttare nuove specie ospiti ingenue.

## Effetti della deforestazione
La deforestazione e la conversione dei terreni boschivi in campi agricoli e pascoli aperti ha portato a uno spostamento verso nord dell’areale del Vaccaro splendente, poiché questa specie preferisce gli habitat aperti. Queste aree deforestate possono ospitare specie che in precedenza non erano state parassitate dai Vaccari. Questi ospiti ingenui probabilmente non hanno difese contro il parassitismo e possono essere influenzati più negativamente dalla presenza dei Vaccaro. La specie si diffuse dal Sud America al Porto Rico nel 1955 e successivamente raggiunse la Repubblica Dominicana nel 1973 e Cuba nel 1982. Dal 1985, il Vaccaro splendente è stato registrato anche in Florida.

## Comportamento ed ecologia

### Riproduzione

#### Comportamento sessuale e corteggiamento
I Vaccari splendenti non formano coppie monogame. Hanno un sistema di accoppiamento promiscuo in cui gli individui si accoppiano con molti compagni diversi. Durante il corteggiamento, i maschi di mucca lucenti eseguono una canzone mentre circondano una femmina, e quando la canzone è finita si inchinano al loro potenziale compagno. Questo arco è un'esibizione usata sia nei rituali di accoppiamento che come dimostrazione di aggressività verso altri maschi. Durante il rituale il maschio arruffa le penne mentre inarca le ali e abbassa la coda. La dimostrazione viene eseguita a terra, su un albero o durante il volo. Dopo un rituale di accoppiamento riuscito, la coppia si accoppierà una volta.

#### Parassitismo della covata
Il Vaccaro è un parassita della covata, il che significa che gli adulti depongono le uova nei nidi di altre specie e la loro prole si affida interamente ai loro ospiti per le cure parentali. Sono generalisti e hanno circa 250 diverse specie ospiti. In qualità di ospiti generalisti, i loro piccoli non sono mimetici, il che significa che non tentano di replicare i comportamenti dei pulcini ospitanti come potrebbe fare una specie ospite specialista. Nelle regioni del Sud America, tra cui Argentina, Uruguay, Brasile e Venezuela, le principali specie ospite del Vaccaro spendente sono il Passero dal collare rossiccio e il Fornaio rossiccio.
Le femmine di Vaccaro non costruiscono nidi, poiché si affidano ai loro ospiti per prendersi cura della loro prole, ma selezioneranno preferenzialmente ospiti che costruiscono nidi chiusi come i nidi costruiti nelle cavità. Cercheranno i nidi degli ospiti sia attivamente che osservando silenziosamente gli ospiti. Quando viene trovato un nido ospite, scacceranno l'ospite lontano dal nido volando rumorosamente intorno all'area. Un singolo Vaccaro può deporre le uova in molti nidi diversi. 

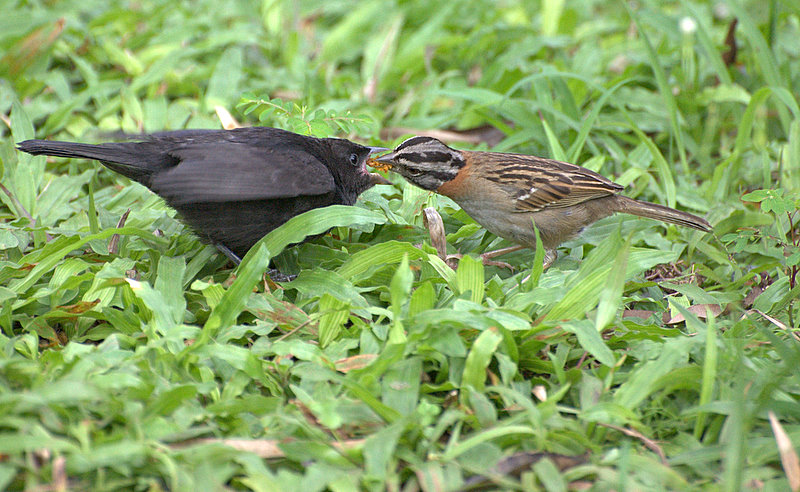
Un giovane (sinistra) nutrito da un Passero dal collare rossiccio (destra)

#### Risposta dell’ospite
Le risposte alle uova e ai pulcini parassiti nel nido variano tra gli ospiti. A volte anche all'interno di una stessa specie, la risposta al parassitismo dipende dal contesto. Ad esempio, quando l'Agelaioides badius agivano come genitori ospitanti per i giovani Vaccari, questi continuavano a ricevere cure parentali solo dopo il loro volo se erano stati allevati da soli nel nido senza compagni di nido.  Sono state osservate Dendroiche gialle (Setophaga petechia) rifiutare le uova di Vaccari circa il 40% delle volte, sia abbandonando il nido sia costruendone uno nuovo sopra quello parassitato. In ospiti come il Tordo panciacrema (Turdus amaurochalinus), dove il parassitismo provocato da Vaccari splendenti non ha un grande effetto negativo sulla sopravvivenza dei propri pulcini, gli ospiti non mostrano comportamenti di espulsione delle uova. Questa accettazione delle uova parassite può anche essere dovuta al fatto che le uova sono simili nell'aspetto e l'ospite rischierebbe di espellere le proprie uova.

#### Effetto sulle specie ospiti
Il parassitismo della covata da parte dei Vaccari splendenti può avere un effetto negativo sul successo riproduttivo dei loro ospiti attraverso una varietà di fattori legati alle diverse fasi di vita del pulcino di Vaccaro. Le femmine adulte possono influenzare negativamente l'ospite beccando e uccidendo le uova dell'ospite e rimuovendole dal nido. Le uova del Vaccaro hanno un breve periodo di incubazione, circa 10/11 giorni. Molti degli ospiti del parassita hanno uova che incubano più a lungo. Uno dei loro ospiti principali in gran parte del Sud America, il Zonotrichia capensis, che ha un periodo di incubazione di 12/13 giorni, ma anche il Fornaio rossicico . Il Vaccaro a volte depone anche un uovo prima che la specie ospite inizi a deporre. Deporre le uova prima del loro ospite, oltre ad avere un periodo di incubazione più breve, consente la schiusa del pulcino parassita prima che le uova dell'ospite si schiudano. Quando le uova dei Vaccari si schiudono prima dei Passeri nel nido, I pulcini di quest’ultimi di solito non ingrassano molto e muoiono entro circa tre giorni. In uno studio si è registrato che la mortalità dei nidiacei è quasi raddoppiata in confronto alla nidiata di un nido non parassitato con uno che è stato parassitato da un Vaccaro splendente. Il Vaccaro splendente può avere un grande effetto negativo sulle specie in pericolo di estinzione, come il Atlapetes pallidiceps. Le modifiche del loro areale dovute all’antropizzazione ha portato alla perdita dell'habitat nel caso dei Fringuelli, ma ha anche introdotto più Vaccari nelle aree aperte o disboscate. Si ritiene che il parassitismo causato dai Vaccari sia un fattore importante nel declino della popolazione del Fringuello dalla testa pallida.

### Libri
- Pereira, J.F.M. 2008. Aves e Pássaros Comuns do Rio de Janeiro. Technical Books, Rio de Janeiro.

### Articoli
- Arendt WJ & Mora TAV. (1984). Range Expansion of the Shiny Cowbird in the Dominican-Republic. Journal of Field Ornithology. vol 55, no 1. p. 104-107.
- Astie AA. (2003). New record of Shiny Cowbird (Molothrus bonariensis) parasitism of Black-chinned Siskins (Carduelis barbata). Wilson Bulletin. vol 115, no 2. p. 212-213.
- Astie AA & Reboreda JC. (2006). Costs of egg punctures and parasitism by shiny cowbirds (Molothrus bonariensis) at Creamy-bellied Thrush (Turdus amaurochalinus) nests. Auk. vol 123, no 1. p. 23-32.
- Baltz ME. (1995). First records of the Shiny Cowbird (Molothrus bonariensis) in the Bahama Archipelago. Auk. vol 112, no 4. p. 1039-1041.
- Blanco DE. (1995). Brood Parasitism of the Shiny Cowbird Molothrus bonariensis on Chestnut-Capped Blackbird Agelaius ruficapillus, in Eastern Buenos Aires Province. Hornero. vol 14, no 1–2. p. 44-45.
- Cavalcanti RB & Pimentel TM. (1988). Shiny Cowbird Parasitism in Central Brazil. Condor. vol 90, no 1. p. 40-43.
- Cruz A & Andrews RW. (1997). The breeding biology of the Pied Water-Tyrant and its interactions with the Shiny Cowbird in Venezuela. Journal of Field Ornithology. vol 68, no 1. p. 91-97.
- Cruz A, Manolis TD & Andrews RW. (1990). Reproductive Interactions of the Shiny Cowbird Molothrus-Bonariensis and the Yellow-Hooded Blackbird Agelaius-Icterocephalus in Trinidad West Indies. Ibis vol 132, no 3. p. 436-444.
- Cruz A, Manolis TH & Andrews RW. (1995). History of shiny cowbird Molothrus bonariensis brood parasitism in Trinidad and Tobago. Ibis vol 137, no 3. p. 317-321.
- Debrot AO & Prins TG. (1992). First Record and Establishment of the Shiny Cowbird in Curaçao. Caribbean Journal of Science. vol 28, no 1–2. p. 104-105.
- Dolores M & Juan CR. (2005). Conspecific and heterospecific social learning in shiny cowbirds. Animal Behaviour. vol 70, p. 1087.
- Feare CJ & Zaccagnini ME. (1993). Roost departure by shiny cowbirds (Molothrus bonariensis). Hornero. vol 13, no 4. p. 292-293.
- Fiorini VD & Reboreda JC. (2006). Cues used by shiny cowbirds (Molothrus bonariensis) to locate and parasitise chalk-browed mockingbird (Mimus saturninus) nests. Behavioral Ecology and Sociobiology. vol 60, no 3. p. 379-385.
- Fraga RM. (2002). Notes on new or rarely reported Shiny Cowbird hosts from Argentina. Journal of Field Ornithology. vol 73, no 2. p. 213-219.
- Fraga RM. (2005). The Brown-backed Mockingbird (Mimus dorsalis) as a shiny cowbird (Molothrus bonariensis) host. Ornitologia Neotropical. vol 16, no 3. p. 435-436.
- Gabriela L. (1998). Parasitism by Shiny Cowbirds of Rufous-bellied Thrushes. The Condor. vol 100, no 4. p. 680.
- Gallardo JM. (1977). Molothrus-Bonariensis and Vigilance of Nests Parasitized by It. Physis Seccion C los Continentes y los Organismos Terrestres. vol 36, no 92. p. 345-346.
- Gochfeld M. (1978). Begging by Nestling Shiny Cowbirds Molothrus-Bonariensis Adaptive or Mal Adaptive. Living Bird. vol 17, p. 41-50.
- Grzybowski JA & Fazio VW, III. (1991). Shiny Cowbird Reaches Oklahoma USA. American Birds. vol 45, no 1. p. 50-52.
- Hutcheson WH & Post W. (1990). Shiny Cowbird Collected in South Carolina USA First North American Specimen. Wilson Bulletin. vol 102, no 3.
- Juan Pablo I. (2002). Nectarivorous feeding by Shiny Cowbirds: A complex feeding innovation. The Wilson Bulletin. vol 114, no 3. p. 412.
- Kattan GH. (1996). Growth and provisioning of Shiny Cowbird and House Wren host nestlings. Journal of Field Ornithology. vol 67, no 3. p. 434-441.
- Kattan GH. (1997). Shiny cowbirds follow the 'shotgun' strategy of brood parasitism. Animal Behaviour. vol 53, p. 647.
- King JR. (1973). Reproductive Relationships of the Rufous-Collared Sparrow and the Shiny Cowbird. Auk. vol 90, no 1. p. 19-34.
- Kluza DA. (1998). First record of Shiny Cowbird (Molothrus bonariensis) in Yucatan, Mexico. Wilson Bulletin. vol 110, no 3. p. 429-430.
- Lea SEG & Kattan GH. (1998). Reanalysis gives further support to the 'shotgun' model of shiny cowbird parasitism of house wren nests. Animal Behaviour. vol 56, p. 1571-1573.
- Lichtenstein G. (2001). Low success of shiny cowbird chicks parasitizing rufous-bellied thrushes: chick-chick competition or parental discrimination?. Animal Behaviour. vol 61, p. 401-413.
- Lopez-Ortiz R, Ventosa-Febles EA, Ramos-Alvarez KR, Medina-Miranda R & Cruz A. (2006). Reduction in host use suggests host specificity in individual shiny cowbirds (Molothrus bonariensis). Ornitologia Neotropical. vol 17, no 2. p. 259-269.
- Lyon BE. (1997). Spatial patterns of shiny cowbird brood parasitism on chestnut-capped blackbirds. Animal Behaviour. vol 54, p. 927-939.
- Mason P. (1986). Brood Parasitism in a Host Generalist the Shiny Cowbird Molothrus-Bonariensis I. the Quality of Different Species as Hosts. Auk. vol 103, no 1. p. 52-60.
- Mason P. (1986). Brood Parasitism in a Host Generalist the Shiny Cowbird Molothrus-Bonariensis Ii. Host Selection. Auk. vol 103, no 1. p. 61-69.
- Mason P & Rothstein SI. (1986). Coevolution and Avian Brood Parasitism Cowbird Molothrus-Bonariensis Eggs Show Evolutionary Response to Host Discrimination. Evolution. vol 40, no 6. p. 1207-1214.
- Mason P & Rothstein SI. (1987). CRYPSIS VERSUS MIMICRY AND THE COLOR OF SHINY COWBIRD EGGS. American Naturalist. vol 130, no 2. p. 161-167.
- Massoni V & Reboreda JC. (1998). Costs of brood parasitism and the lack of defenses on the yellow-winged blackbird shiny cowbird system. Behavioral Ecology and Sociobiology. vol 42, no 4. p. 273-280.
- Massoni V & Reboreda JC. (2001). Number of close spatial and temporal neighbors decreases the probability of nest failure and Shiny Cowbird parasitism in colonial Yellow-winged Blackbirds. Condor. vol 103, no 3. p. 521-529.
- Mermoz ME & Fernandez GJ. (1999). Low frequency of Shiny Cowbird parasitism on Scarlet-headed Blackbirds: anti-parasite adaptations or nonspecific host life-history traits?. Journal of Avian Biology. vol 30, no 1. p. 15-22.
- Mermoz ME & Reboreda JC. (1994). Brood parasitism of the shiny cowbird Molothrus bonariensis, on the brown-and-yellow Marshbird, Pseudoleistes virescens. Condor. vol 96, no 3. p. 716-721.
- Mermoz ME & Reboreda JC. (1999). Egg-laying behaviour by shiny cowbirds parasitizing brown-and-yellow marshbirds. Animal Behaviour. vol 58, p. 873.
- Mermoz ME & Reboreda JC. (2003). Reproductive success of shiny cowbird (Molothrus bonariensis) parasitizing the larger brown-and-yellow marshbird (Pseudoleistes virescens) in Argentina. Auk. vol 120, no 4. p. 1128-1139.
- Pereira LE, Suzuki A, Moraes Coimbra TL, Pereira de Souza R & Bocato Chamelet EL. (2001). [Ilheus arbovirus in wild birds (Sporophila caerulescens and Molothrus bonariensis)]. Revista de Saude Publica. vol 35, no 2. p. 119-123.
- Perez-Rivera RA. (1986). Parasitism by the Shiny Cowbird Molothrus-Bonariensis in the Interior Parts of Puerto-Rico. Journal of Field Ornithology. vol 57, no 2. p. 99-104.
- Porto GR & Piratelli A. (2005). Ethogram of the shiny cowbird, Molothrus bonariensis Gmelin (Aves, Emberizidae, Icterinae). Revista Brasileira de Zoologia. vol 22, no 2. p. 306-312.
- Post W. (1992). First Florida Specimens of the Shiny Cowbird. Florida Field Naturalist. vol 20, no 1. p. 17-18.
- Post W. (1993). First specimen of the shiny cowbird, Molothrus bonariensis (Aves: Emberizidae) in North Carolina. Brimleyana. vol 0, no 19. p. 205-208.
- Post W, Cruz A & McNair DB. (1993). The North American invasion pattern of the shiny cowbird. Journal of Field Ornithology. vol 64, no 1. p. 32-41.
- Post W, Nakamura TK & Cruz A. (1990). Patterns of Shiny Cowbird Parasitism in St. Lucia West Indies Southwestern Puerto Rico. Condor. vol 92, no 2. p. 461-469.
- Post W & Wiley JW. (1977). Reproductive Interactions of the Shiny Cowbird and the Yellow-Shouldered Blackbird. Condor. vol 79, no 2. p. 176-184.
- Post W & Wiley JW. (1977). The Shiny Cowbird in the West-Indies. Condor. vol 79, no 1. p. 119-121.
- Post W & Wiley JW. (1992). The head-down display in Shiny Cowbirds and its relation to dominance behavior. The Condor. vol 94, no 4. p. 999.
- Ruckdeschel C, Shoop CR & Sibley D. (1996). First sighting of the shiny cowbird in Georgia. Oriole. vol 61, no 2–3. p. 29-30.
- Sackmann P & Reboreda JC. (2003). A comparative study of Shiny Cowbird parasitism of two large hosts, the Chalk-browed Mockingbird and the Rufous-bellied Thrush. Condor. vol 105, no 4. p. 728-736.
- Salvador SA. (1984). Study of Parasitism in Raising Shiny Cowbirds Molothrus-Bonariensis and Chalk-Browed Mockingbirds Mimus-Saturninus in Villa Maria Cordoba Argentine. Hornero. vol 12, no 3. p. 141-149.
- Smith PW & Sprunt AI. (1987). The Shiny Cowbird Reaches the USA Will the Scourge of the Caribbean Impact Florida's Avifauna Too?. American Birds. vol 41, no 3. p. 370-371.
- Sykes PW, Jr. & Post W. (2001). First specimen and evidence of breeding by the shiny cowbird in Georgia. Oriole. vol 66, no 3–4. p. 45-51.
- Viviana M & Juan Carlos R. (2002). A neglected cost of brood parasitism: Egg punctures by Shiny Cowbirds during inspection of potential host nests. The Condor. vol 104, no 2. p. 407.
- Wiley JW. (1985). Shiny Cowbird Molothrus-Bonariensis Parasitism in 2 Avian Communities in Puerto-Rico. Condor. vol 87, no 2. p. 165-176.
- Wiley JW. (1986). Growth of Shiny Cowbirds Molothrus-Bonariensis and Host Chicks. Wilson Bulletin. vol 98, no 1. p. 126-131.